# Fombio

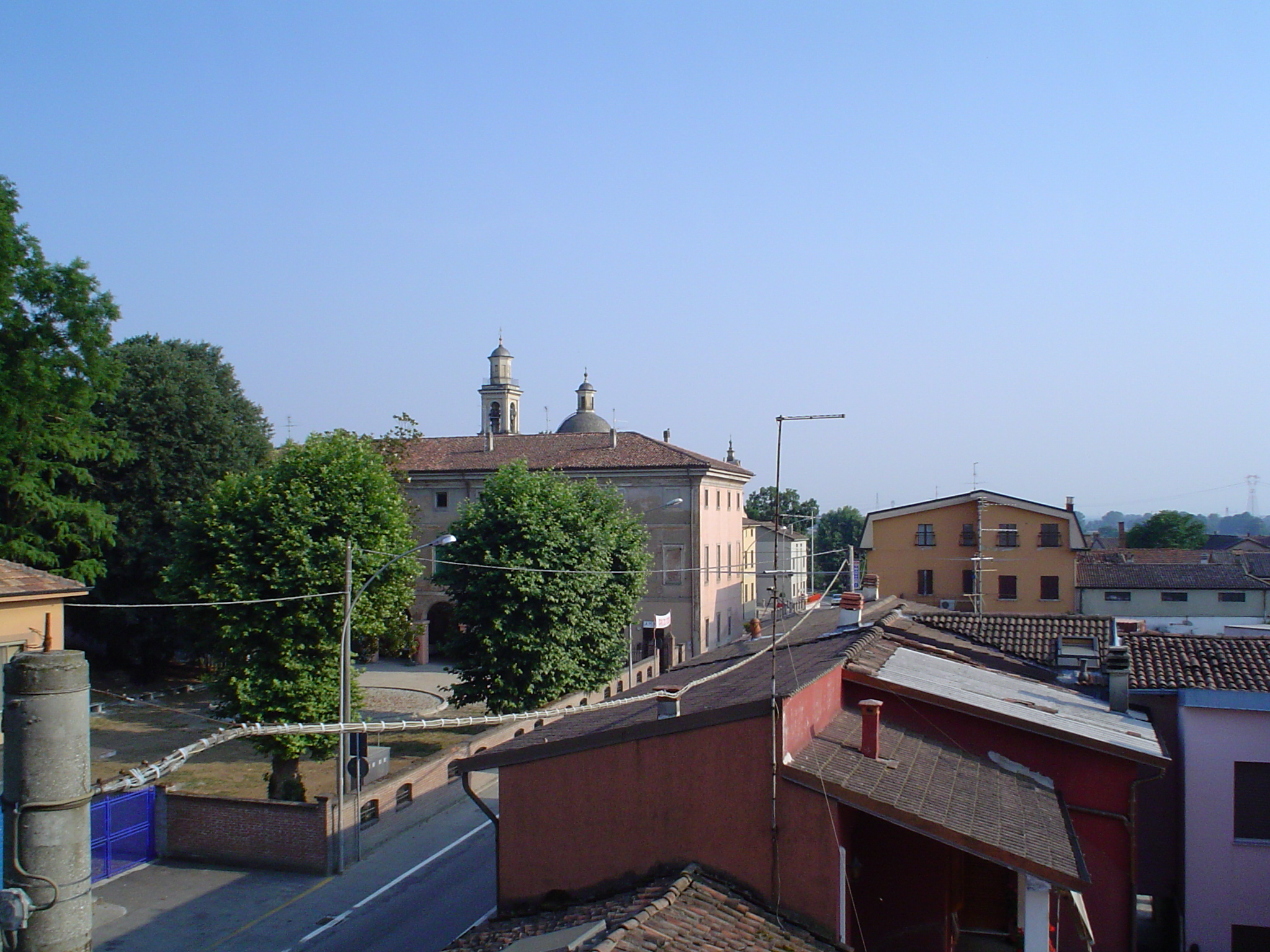
Fombio

Fombio ist eine Gemeinde mit 2256 Einwohnern (Stand 31. Dezember 2023) in der Provinz Lodi in der italienischen Region Lombardei.

## Ortsteile
Im Gemeindegebiet liegt neben dem Hauptort die Fraktion Retegno.